# 佐藤正二
佐藤 正二（さとう しょうじ、1913年10月15日 - 2001年12月12日）は、日本の外交官。外務大臣官房長、外務事務次官、駐中国特命全権大使。

## 人物・経歴
東京出身。府立一中を経て、1934年第一高等学校文科丙類卒業。1940年東京帝国大学法学部政治学科卒業、外務省入省。1952年外務省条約局第二課長。1954年外務省条約局第三課長。1955年外務省条約局第一課長。1957年在ジュネーヴ国際機関日本政府代表部一等書記官。1958年在ジュネーヴ国際機関日本政府代表部参事官。1961年外務大臣官房会計課長。
1963年外務省移住局外務参事官。1964年外務省条約局外務参事官。1965年外務大臣官房審議官。同年在フランス日本国大使館公使。1966年在フランス日本大使館特命全権公使。1967年外務省条約局長。1969年外務大臣官房長。1972年外務大臣官房審議官。1973年スペイン国駐箚特命全権大使。
1975年外務事務次官、国防会議幹事、中央駐留軍関係離職者等対策協議会委員、文部省日本ユネスコ国内委員会委員。1977年中華人民共和国駐箚特命全権大使。1978年兼カンボディア国駐箚。1978年に最終調印した日中平和友好条約の現場事務担当者。
1980年神戸製鋼所顧問、公安審査委員会委員。1983年国際交流基金理事長。1986年勲一等瑞宝章受章。2001年12月12日、呼吸不全のため新宿区の病院で死去。

## 家族
- 祖父：佐藤求五(熊本の惣庄屋)。墓碑銘は同郷の文部大臣・井上毅が撰書した[30]。
- 父：佐藤潤象(衆議院議員、大倉喜八郎らと事業を起した実業家）。
- 兄：佐藤敏人（外務官僚）はサンフランシスコ総領事。
  - 義姉：輝子（第六高等学校教授を務めた田中三四郎の長女、評論家の石垣綾子の姉）[31]。
  - 甥：佐藤晃一（日本銀行職員、ホテルオークラ社長）
  - 姪：華子（西田誠哉（次席国連大使、駐イタリア大使）の妻）。
- 兄：佐藤朝生（内務官僚）は人事院初代事務総長、総理府総務副長官[32]、札幌冬季五輪組織委員会事務総長[33]。
  - 義姉：富美子（朝日新聞編集主幹、海軍経理学校・早稲田大学教授を務めた経済学博士・牧野輝智の長女）[34][35]。